# Survivor Series (2012)
Survivor Series 2012 fue la vigesimosexta edición de Survivor Series, un evento de pago por visión de lucha libre profesional de la empresa WWE. Tuvo lugar el 18 de noviembre del 2012 desde el Bankers Life Fieldhouse. El tema oficial del evento fue "Now or Never" de Outasight.

## Argumento
Uno de los combates principales es el que involucra al Campeón de la WWE CM Punk defendiendo el campeonato contra Ryback y John Cena. Después de acabar con el reinado de John Laurinaitis como Mánager General de RAW y SmackDown!, el 25 de junio en RAW, Cena anunció que participaría en el Ladder Match por el WWE Championship Money in the Bank, para detener a The Big Show quién venía atormentando a la WWE desde su regreso. En Money in the Bank, Cena derrotó a The Miz, Chris Jericho, The Big Show y Kane, ganando el WWE Championship Money in the Bank, mientras que CM Punk derrotó a Daniel Bryan en un No Disqualification Match (con A.J. cómo árbitro especial invitado). El día siguiente en RAW, después de la lucha entre The Big Show y CM Punk, Cena interfirió, anunciando que cobraría su oportunidad por el Campeonato de la WWE en RAW 1000, y atacando a The Big Show. En RAW 1000, durante la lucha entre Cena y Punk, Show interfirió cuando el árbitro estaba inconsciente, atacó a Cena, siendo descalificaco y reteniendo Punk el título. Esto hizo que Punk y Cena empezaran un feudo, reteniendo Punk el título en SummerSlam ante Cena y Show, cubriendo a Show después de un "Attitude Adjustment" de Cena. En Night of Champions, Punk y Cena tuvieron un segundo combate, el cual empataron. Originalmente, se pactó un tercer encuentro entre ellos en Hell in a Cell, pero tuvo que ser cancelado por una lesión legítima de Cena. Ante esto, Mr. McMahon dijo que si él no decidía a quien enfrentarse a Hell in a Cell entre Cena o Ryback, él mismo elegiría. Finalmente, la oportunidad le fue otorgada a Ryback, a quien derrotó en el evento gracias a la ayuda del árbitro Brad Maddox, quien le aplicó a Ryback un Low Blow y contando más deprisa de lo normal. Al día siguiente, por propuesta de Mick Foley, aceptó liderar un equipo de cinco luchadores para la clásica lucha por equipos a eliminación; sin embargo, por decisión de la General Manager de RAW, Vickie Guerrero, CM Punk debería defender el título ante Ryback y Cena.
El otro evento principal involucra a The Big Show defendiendo el Campeonato Mundial Peso Pesado ante Sheamus. En SmackDown! Show derrotó a Randy Orton, ganando una oportunidad por el título de Sheamus, iniciando entre ellos una rivalidad sobre cual de sus movimientos finales es más potente, si el "WMD" de Show o el "Brogue Kick" de Sheamus, determinando en un desafío en que el movimiento de The Big Show es más potente. En Hell in a Cell, Show derrotó a Sheamus, ganando el título en un Hell in a Cell match después de atacarle con su WMD. Durante las semanas siguientes, Show y Sheamus siguieron atacándose, tanto en los programas semanales como tras bastidores, pactándose una lucha entre ellos en Survivor Series.
En SummerSlam, Antonio Cesaro derrotó a Santino Marella, ganando el Campeonato de los Estados Unidos de la WWE. Desde haber ganado el Campeonato, Cesaro comenzó a criticar a la gente de Estados Unidos. El 29 de octubre en RAW, Cesaro y el campeón Intercontinental Kofi Kingston se enfrentaron entre sí en un Champion vs. Champion Match, pero durante la lucha Kingston tiró a Cesaro sobre el comentarista invitado The Miz. Debido a esto, Cesaro y The Miz atacaron a Kingston hasta que su antiguo compañero R-Truth apareció para salvarle. Después de esto se declaró que Cesaro defendería el Campeonato de los Estados Unidos contra R-Truth.
En una edición de SmackDown!, Eve Torres derrotó a Kaitlyn, ganando la oportunidad de ser Asistente del Mánager General de SmackDown! Booker T. En Night of Champions, Kaitlyn iba a enfrentar a Layla por el Campeonato de Divas de la WWE, pero fue atacada en el backstage, siendo reemplazada por Torres por orden de Booker T. Torres derrotó a Layla, ganando el Campeonato, pero giraba una controversia sobre quién había atacado a Kaitlyn, sospechando de Torres, al final se comprobó que fue Aksana, pero por orden de Torres, cómo consecuencia Booker T determinó una lucha entre Torres, Kaitlyn y Layla en Hell in a Cell, lucha que ganó Torres. Después en RAW, Kaitlyn derrotó a Layla, ganando una oportunidad por el Campeonato en Survivor Series.
Como parte de la tradición de Survivor Series, se pactó la clásica de cinco contra cinco por eliminación. Debido a que el campeón de la WWE no quería defender el título, Mick Foley intentó hacerle entrar en razón, pero fue atacado. Debido a este ataque, ambos crearon sus equipos de cara al evento, el Team Punk (Punk, Alberto Del Rio, The Miz & Team Rhodes Scholars (Damien Sandow & Cody Rhodes) contra el Team Foley (Kofi Kingston, Team Hell No! (Daniel Bryan & Kane), Randy Orton & Ryback). Sin embargo, una semana después, la General Manager de RAW, Vickie Guerrero, sacó a Ryback y a Punk del combate debido a que programó una lucha por el Campeonato de la WWE. Debido a estos cambios, Ziggler pasó a liderar el equipo de Punk, hecho que molestó a The Miz, quien terminó abandonando el equipo. En la edición de RAW de 12 de noviembre, The Miz entró en el Team Foley por votación popular, mientras que Wade Barrett entró en el Team Ziggler por petición de Paul Heyman. El miércoles anterior a Survivor Series en el programa Main Event Cody Rhodes sufrió una torcedura muscular y una conmoción cerebral, por lo que tuvo que ser reemplazado por David Otunga.

## Resultados
- Pre-Show: 3MB (Heath Slater & Jinder Mahal) (con Drew McIntyre) derrotó a Team Co-Bro (Santino Marella & Zack Ryder). (6:06)
  - Mahal cubrió a Ryder después de un «Full Nelson Slam».
  - Durante el combate, McIntyre interfirió a favor de 3MB.
- Team Clay (Brodus Clay, Tyson Kidd, Justin Gabriel, Rey Mysterio & Sin Cara (con Naomi & Cameron) derrotaron a Team Tensai (The Prime Time Players (Darren Young & Titus O'Neil), Primo, Epico & Tensai (con Rosa Mendes) en un Traditional Survivor Series Elimination Match. (18:00)
  - Después de ser eliminado, Tensai atacó a Gabriel.

| N.º de eliminación: | Luchador:                                           | Equipo:                                             | Eliminado por:                                      | Técnica de eliminación: | Tiempo:                                             |
| ------------------- | --------------------------------------------------- | --------------------------------------------------- | --------------------------------------------------- | --- | --------------------------------------------------- |
| 1                   | Brodus Clay                                         | Team Clay                                           | Tensai                                              | «Running Senton». | 06:47                                               |
| 2                   | Tensai                                              | Team Tensai                                         | Justin Gabriel                                      | «Crucifix Roll-Up». | 08:49                                               |
| 3                   | Titus O'Neil                                        | Team Tensai                                         | Tyson Kidd                                          | «Springboard Sunset Flip Roll-Up». | 12:36                                               |
| 4                   | Epico                                               | Team Tensai                                         | Tyson Kidd                                          | «Sharpshooter». | 13:52                                               |
| 5                   | Primo                                               | Team Tensai                                         | Rey Mysterio                                        | «La Magistral Cradle». | 16:59                                               |
| 6                   | Darren Young                                        | Team Tensai                                         | Rey Mysterio                                        | «619» de Mysterio, «Falling Star» de Sin Cara, «Second-Rope Springboard Moonsault» de Gabriel, «Springboard Elbow Drop» de Kidd y «Diving Splash» de Mysterio . | 18:00                                               |
| Supervivientes:     | Tyson Kidd, Justin Gabriel, Rey Mysterio & Sin Cara | Tyson Kidd, Justin Gabriel, Rey Mysterio & Sin Cara | Tyson Kidd, Justin Gabriel, Rey Mysterio & Sin Cara | Tyson Kidd, Justin Gabriel, Rey Mysterio & Sin Cara | Tyson Kidd, Justin Gabriel, Rey Mysterio & Sin Cara |
- Eve Torres derrotó a Kaitlyn reteniendo el Campeonato de Divas de la WWE. (7:20)
  - Eve cubrió a Kaitlyn después de un «The Heartbreaker».
  - Antes de la lucha, Aksana intentó atacar a Kaitlyn, pero fue atacada por esta e intentó atacar a Eve.
- Antonio Cesaro derrotó a R-Truth reteniendo el Campeonato de los Estados Unidos de la WWE (6:54).
  - Cesaro cubrió a R-Truth después de un «Neutralizer».
- Sheamus derrotó al Campeón Mundial Peso Pesado The Big Show por descalificación (14:44).
  - Show fue descalificado por empujar al árbitro hacia la «Brogue Kick» de Sheamus.
  - Originalmente, Show venció al cubrir a Sheamus después de un «K.O Punch», pero un árbitro desestimó la decisión, descalificando a Show.
  - Después del combate, Sheamus atacó a Show con una silla y le aplicó una «Brogue Kick».
  - Como resultado, Show retuvo el campeonato.
- Team Ziggler (Dolph Ziggler (capitán), Damien Sandow, Alberto Del Rio, Wade Barrett & David Otunga) (con Ricardo Rodríguez & Vickie Guerrero) derrotó al Team Foley (Kofi Kingston, Team Hell No (Daniel Bryan & Kane), Randy Orton & The Miz) (con Mick Foley (capitán)) en un Traditional Survivor Series Elimination Match (26:58)
  - Originalmente, el equipo era nombrado Team Punk debido a que el líder era CM Punk, pero fue obligado a defender el Campeonato de la WWE en el evento, teniendo que abandonar el equipo, siendo nombrado Ziggler su sustituto.
  - Originalmente, The Miz formaba parte del Team Ziggler, pero abandonó el equipo por decisión propia, siendo reemplazado por Barrett.
  - Originalmente, Ryback formaba parte del Team Foley, pero fue sacado del equipo debido a que lucharía por el Campeonato de la WWE. Fue reemplazado por The Miz tras una votación en Raw.
  - Originalmente, Cody Rhodes formaba parte del Team Ziggler, pero fue sacado del equipo por una lesión provocada por Kane en Main Event. Fue reemplazado por Otunga en el pre-show del evento.

| N.º de eliminación: | Luchador:                    | Equipo:                      | Eliminado por:               | Técnica de eliminación:              | Tiempo:                      |
| ------------------- | ---------------------------- | ---------------------------- | ---------------------------- | ------------------------------------ | ---------------------------- |
| 1                   | Damien Sandow                | Team Ziggler                 | Kane                         | «Chokeslam»                          | 03:49                        |
| 2                   | Kane                         | Team Foley                   | Dolph Ziggler                | «Zig Zag»                            | 04:06                        |
| 3                   | David Otunga                 | Team Ziggler                 | Daniel Bryan                 | «No! Lock».                          | 09:11                        |
| 4                   | Kofi Kingston                | Team Foley                   | Wade Barrett                 | «Souvenir»                           | 13:04                        |
| 5                   | Daniel Bryan                 | Team Foley                   | Alberto Del Rio              | «Cross Arm Breaker».                 | 17:02                        |
| 6                   | Wade Barrett                 | Team Ziggler                 | The Miz                      | «Skull Crushing Finalle»             | 18:03                        |
| 7                   | The Miz                      | Team Foley                   | Alberto Del Rio              | «Enzuigiri» sobre la tercera cuerda. | 20:09                        |
| 8                   | Alberto Del Rio              | Team Ziggler                 | Randy Orton                  | «RKO»                                | 23:45                        |
| 9                   | Randy Orton                  | Team Foley                   | Dolph Ziggler                | «Superkick»                          | 26:58                        |
| Supervivientes:     | Dolph Ziggler (Team Ziggler) | Dolph Ziggler (Team Ziggler) | Dolph Ziggler (Team Ziggler) | Dolph Ziggler (Team Ziggler)         | Dolph Ziggler (Team Ziggler) |
- CM Punk (con Paul Heyman) derrotó a Ryback y John Cena reteniendo el Campeonato de la WWE (17:57).[1]
  - Punk cubrió a Cena después de un «Shell Shocked» de Ryback.
  - Durante la lucha, Seth Rollins, Dean Ambrose & Roman Reigns atacaron a Ryback aplicándole una «Triple Powerbomb» sobre la mesa de comentaristas.
  - Esta fue la primera aparición de The Shield en WWE hasta su separación en el 2014.